# Puchar Polski w piłce siatkowej mężczyzn (1934)
Puchar Polski w piłce siatkowej mężczyzn 1934 (Puchar PZGS) – 3. sezon rozgrywek o siatkarski Puchar Polski, zwany także zimowymi mistrzostwami Polski. W turnieju mogły wziąć udział drużyny, które zwyciężyły w eliminacjach okręgowych

## Rozgrywki
Uczestniczące w rozgrywkach drużyny grały systemem "każda z każdą". 
 Wyniki pierwszego dnia 
| Data       | Drużyna 1       | Wynik | Drużyna 2             | Sety                |
| ---------- | --------------- | ----- | --------------------- | ------------------- |
| 10.02.1934 | Gryf Toruń      | 2:0   | AZS Wilno             | 15:12, 17:15        |
| 10.02.1934 | AZS Warszawa    | 2:0   | Absolwenci Łódź       | 15:6, 15:7          |
|            |                 |       |                       |                     |
| 10.02.1934 | Warta Poznań    | 2:1   | AZS Wilno             | 15:17, 15:1, 15:3   |
| 10.02.1934 | Cracovia        | 2:0   | Jagiellonia Białystok | 15:0, 15:5          |
|            |                 |       |                       |                     |
| 10.02.1934 | AZS Warszawa    | 2:0   | Gryf Toruń            | 15:5, 15:9          |
| 10.02.1934 | Absolwenci Łódź | 2:0   | Jagiellonia Białystok | 15:7, 15:9          |
| 10.02.1934 | Cracovia        | 2:1   | Warta Poznań          | 15:11, 13:15, 16:14 |

 Wyniki drugiego dnia 
| Data       | Drużyna 1             | Wynik | Drużyna 2             | Sety               |
| ---------- | --------------------- | ----- | --------------------- | ------------------ |
| 11.02.1934 | Absolwenci Łódź       | 2:0   | AZS Wilno             | 15:13, 15:8        |
| 11.02.1934 | Warta Poznań          | 2:1   | Gryf Toruń            | 13:15, 15:3, 15:6  |
|            |                       |       |                       |                    |
| 11.02.1934 | AZS Warszawa          | 2:0   | AZS Wilno             | 15:4, 15:4         |
| 11.02.1934 | Absolwenci Łódź       | 2:0   | Gryf Toruń            | 15:8, 15:7         |
|            |                       |       |                       |                    |
| 11.02.1934 | Cracovia              | 2:0   | AZS Wilno             | 15:6, 15:5         |
| 11.02.1934 | AZS Warszawa          | 2:1   | Warta Poznań          | 15:4, 7:15, 15:3   |
|            |                       |       |                       |                    |
| 11.02.1934 | Warta Poznań          | 2:0   | Jagiellonia Białystok | 15:8, 15:9         |
| 11.02.1934 | Gryf Toruń            | 2:1   | Jagiellonia Białystok | 15:8, 12:15, 15:12 |
|            |                       |       |                       |                    |
| 11.02.1934 | AZS Warszawa          | 2:0   | Cracovia              | 15:7, 15:11        |
| 11.02.1934 | Cracovia              | 2:0   | Gryf Toruń            | 15:3, 15:9         |
|            |                       |       |                       |                    |
| 11.02.1934 | Absolwenci Łódź       | 2:1   | Warta Poznań          | 16:14, 1:15, 15:12 |
| 11.02.1934 | Jagiellonia Białystok | 2:1   | AZS Wilno             | 7:15, 15:8, 15:13  |
|            |                       |       |                       |                    |
| 11.02.1934 | Cracovia              | 2:1   | Absolwenci Łódź       | 15:6, 7:15, 15:0   |
| 11.02.1934 | AZS Warszawa          | 2:0   | AZS Wilno             | 15:3, 15:7         |

## Skład zdobywcy pucharu Polski
* AZS Warszawa: J. Lutz, Z. Nowakowski, E. Olszewski, L. Stypiński, R. Wirszyłło, K. Wejchert, B. Kozłowski, H. Słyk.

## Klasyfikacja końcowa
| Miejsce | Drużyna               | Zwycięstwa | Sety | Punkty  |
| ------- | --------------------- | ---------- | ---- | ------- |
| złoto   | AZS Warszawa          | 6          | 12:1 | 187: 85 |
| 2.      | Cracovia              | 5          | 10:4 | 189:119 |
| 3.      | Absolwenci Łódź       | 4          | 9:5  | 156:160 |
| 4.      | Warta Poznań          | 2          | 9:8  | 221:175 |
| 5.      | Gryf Toruń            | 2          | 5:9  | 139:195 |
| 6.      | Jagiellonia Białystok | 1          | 3:11 | 119:197 |
| 7.      | AZS Wilno             | 0          | 2:12 | 125:205 |